# Kościół św. Jana Nepomucena w Suścu
Kościół świętego Jana Nepomucena – rzymskokatolicki kościół parafialny należący do parafii pod tym samym wezwaniem (dekanat Józefów diecezji zamojsko-lubaczowskiej).

## Historia
Obecnie istniejąca świątynia została wzniesiona w latach 1862-1868. Ufundowana została przez Zamoyskich, przy jednoczesnym udziale parafian. Dopiero w dniu 4 czerwca 1964 roku została konsekrowana przez biskupa Henryka Strąkowskiego. Około 1918 roku została dostawiona zakrystia. W 1929 roku dach został pokryty blachą. W latach 1957–1959 cała świątynia została odnowiona (z zewnątrz i wewnątrz). Także w 1957 roku wymalowano wnętrze, a w 1965 roku wyremontowano dach po tym jak wichura zerwała blachę ze świątyni.

## Architektura
Budowla jest murowana, jednonawowa, przy prezbiterium znajduje się zakrystia, sufit jest drewniany, posadzka została wykonana z terakoty.

## Wyposażenie

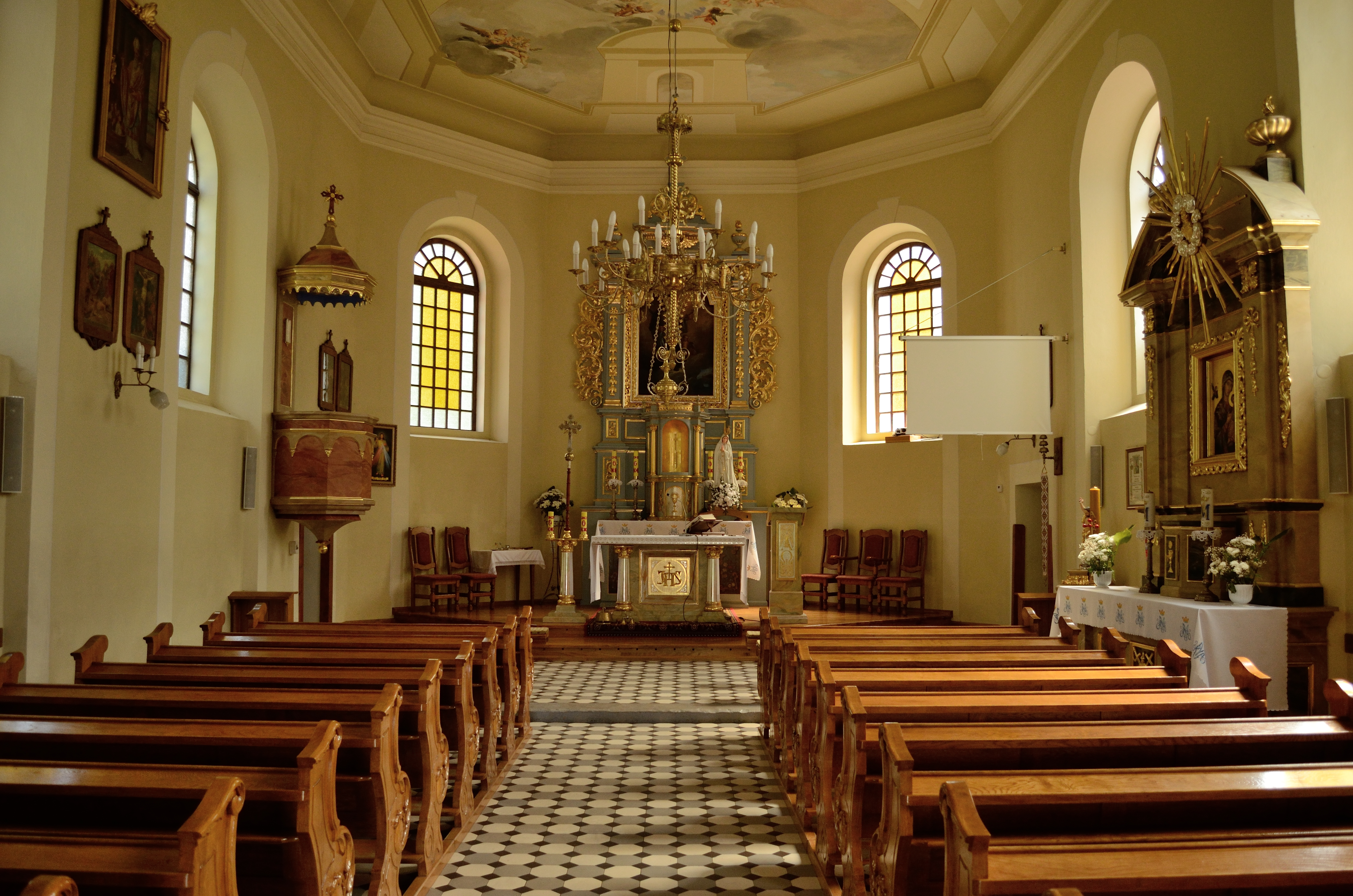
Wnętrze kościoła

W głównym zabytkowym ołtarzu drewnianym znajdują się 2 obrazy: św. Jana Nepomucena (zabytkowy, powstały w 1 połowie XIX wieku) i Matki Bożej Częstochowskiej (1960 rok) oraz zabytkowe antepedium z Matką Bożą Bolesną. Ołtarz został gruntownie odnowiony w 2007 roku. Po prawej stronie świątyni jest umieszczony drewniany ołtarz boczny z obrazem Matki Bożej Nieustającej Pomocy (odnowiony w 2006 roku), natomiast po lewej stronie, na ścianie jest powieszony obraz św. Mikołaja z początku XIX wieku.
W nawie są umieszczone ławki i konfesjonał wykonane w 2008 roku, chrzcielnica pochodzi z 2007 roku (powstała na bazie zabytkowej kropielnicy z połowy XIX wieku).
Na chórze muzycznym znajdują się organy o 8 głosach, przywiezione z Zamchu (po kasacie kościoła unickiego), w 1938 roku remontowane przez Stanisława Jagodzińskiego z Garbatki (zostały wstawione nowe głosy), także remontowane w 1965 roku przez Piegata z Płocka. Na suficie kościoła jest umieszczona polichromia wykonana przez Janusza Szpyta w czasie remontu kościoła w 2005 roku.